# Yuri Kovshov
Yuri Alexandróvich Kovshov –en ruso, Юрий Александрович Ковшов– (Kushka, Unión Soviética, 5 de septiembre de 1951) es un jinete soviético que compitió en la modalidad de doma.
Participó en dos Juegos Olímpicos de Verano, obteniendo dos medallas en Moscú 1980, oro en la prueba por equipos (junto con Viktor Ugriumov y Vera Misevich) y plata en la individual, y el cuarto lugar en Seúl 1988, por equipos.
Ganó una medalla de plata en el Campeonato Mundial de Doma de 1990 y cuatro medallas en el Campeonato Europeo de Doma entre los años 1981 y 1991.

## Palmarés internacional
| Juegos Olímpicos   | Juegos Olímpicos          | Juegos Olímpicos  | Juegos Olímpicos |
| Año                | Lugar                     | Medalla           | Categoría        |
| ------------------ | ------------------------- | ----------------- | ---------------- |
| 1980               | Moscú (URSS)              | Medalla de oro    | Por equipos      |
| 1980               | Moscú (URSS)              | Medalla de plata  | Individual       |
| Campeonato Mundial |                           |                   |                  |
| Año                | Lugar                     | Medalla           | Categoría        |
| 1990               | Estocolmo (Suecia)        | Medalla de plata  | Por equipos      |
| Campeonato Europeo |                           |                   |                  |
| Año                | Lugar                     | Medalla           | Categoría        |
| 1981               | Laxenburg (Austria)       | Medalla de bronce | Por equipos      |
| 1985               | Copenhague (Dinamarca)    | Medalla de bronce | Por equipos      |
| 1989               | Mondorf (Luxemburgo)      | Medalla de plata  | Por equipos      |
| 1991               | Donaueschingen (Alemania) | Medalla de plata  | Por equipos      |